# Grote Prijs Jef Scherens 2010
Il Grote Prijs Jef Scherens 2010, quarantaquattresima edizione della corsa, valido come evento dell'UCI Europe Tour 2010, si svolse il 5 settembre 2010 per un percorso di 183,3 km. Fu vinto dall'olandese Lars Boom, che giunse al traguardo in 4h 09' 24" alla media di 44,098 km/h.
Furono 115 i ciclisti che portarono a termine la competizione.

## Ordine d'arrivo (Top 10)
| Pos. | Corridore          | Squadra        | Tempo    |
| ---- | ------------------ | -------------- | -------- |
| 1    | Lars Boom          | Rabobank       | 4h09'24" |
| 2    | Maxime Vantomme    | Katusha        | s.t.     |
| 3    | Fabian Wegmann     | Milram         | s.t.     |
| 4    | Björn Leukemans    | Vacansoleil    | s.t.     |
| 5    | Francesco Reda     | QuickStep      | s.t.     |
| 6    | Paul Martens       | Rabobank       | a 7"     |
| 7    | Robbie McEwen      | Katusha        | a 18"    |
| 8    | Alexander Kristoff | BMC            | s.t.     |
| 9    | Stefan van Dijk    | Verandas Will. | s.t.     |
| 10   | Aidis Kruopis      | Palmans Cras   | s.t.     |